# Maraã
Maraã – miasto i gmina w Brazylii, w stanie Amazonas. Znajduje się w mezoregionie Norte Amazonense i mikroregionie Japurá.